# پنج بازدارنده
در آیین بودا، پنج بازدارنده (به زبان پالی: pañca nīvaraṇāni) به پنج حالت و وضعیت روحی و روانی گفته می‌شود که مانع مراقبه (درون‌پویی، مدیتیشن) موفقت‌آمیز می‌شوند و انسان را از رسیدن به بیداری دینی منحرف می‌کنند. این حالت‌های عبارتند از:
1. کام‌جویی (kāmacchanda): به دنبال لذت‌های جسمانی بودن
2. خشم و کین (vyāpāda): احساس بدخواهی برای دیگران
3. سستی و بی‌حال (thīna-middha): رخوت و کاهلی و شلختگی و انجام بدون تمرکز کارها
4. ناآرامی-نگرانی (uddhacca-kukkucca): ناتوانی در آرام داشتن ذهن و اندیشه
5. شک و گمان (vicikicchā): نبود اطمینان یا اعتماد